# Anna Štajerová
Anna Štajerová (1921 Chust – 2006 Koločava) byla dcerou zbojníka Nikoly Šuhaje a jeho ženy Eržiky rozené Dračové; celý svůj život strávila v zakarpatském údolí Suchor, dějišti knihy Ivana Olbrachta Nikola Šuhaj loupežník.
Anna Štajerová se narodila roku 1921, čtyři měsíce po smrti svého otce, zatracovaného i glorifikovaného Nikoly Šuhaje. Stalo se tak v chustském vězení (dnešní Ukrajina), kde byla vdova Eržika Šuhajová zadržována kvůli loajálnosti se svým manželem.
O Nikolově dcerce Anně se dočítáme v závěru Olbrachtova románu, vydaném poprvé v roce 1933, jako o „překrásné dívce s klenutým čelem a malou bradou všech Šuhajů.“ Citovaný popis potvrzuje fotografie, uveřejněná v knize Oty Holuba Věc: Loupežník Nikola Šuhaj, na níž je zachycen spisovatel Olbracht s Šuhajovou dcerou v první polovině 30. let 20. století.
Jediný potomek manželů Šuhajových – dcera Anna provdaná Štajerová nikdy nechodila do školy, a proto zůstala, jako její otec, negramotná. Poté, co se její matka opět vdala a porodila sousedovi Derbakovi dvě děti, starala se dospívající Anna o své nevlastní sourozence. Celý svůj život se těšila zájmu českých a slovenských turistů, kteří ji v Koločavě vyhledávali a žádali ji o rozličné informace o otci, kterého nikdy nespatřila.
Anna Štajerová vždy chtěla poznat Českou republiku. V roce 1997 se její sen splnil. Konečně navštívila zemi, v níž se narodil spisovatel, který učinil populárními nejen její rodiče a domovinu, ale i ji samotnou.